# Elecciones a las Juntas Generales del País Vasco de 2003
Las elecciones a las Juntas Generales del País Vasco de 2003 se celebraron el 25 de mayo de 2003, eligiéndose a los miembros de las Juntas Generales de Álava, de Guipúzcoa y de Vizcaya. 
A lo largo de la misma jornada, se celebraron también elecciones a la mayoría de los Parlamentos Autonómicos de España (con excepción de los parlamentos de Euskadi, Galicia, Cataluña y Andalucía); a las asambleas de Ceuta y Melilla; a los Cabildos Insulares canarios; a los Consejos Insulares de Baleares; al Consejo General de Arán; y a los concejos de Navarra; así como las elecciones municipales.

## Candidatos
En la siguiente tabla se muestran los candidatos a las Juntas Generales del País Vasco, por parte de las formaciones políticas que contaban con representación antes de las elecciones:
| Territorio histórico y Diputado General en la anterior legislatura | Candidatos | Observaciones |
| ------------------------------------------------------------------ | --- | --- |
| Álava Ramón Rabanera (PP)                                          | - EAJ-PNV/EA: Álvaro Iturritxa - PP: Ramón Rabanera - PSE-EE: Javier Rojo - EB: José Miguel Fernández López de Uralde - UA: Ernesto Ladrón de Guevara | - El Partido Nacionalista Vasco y Eusko Alkartasuna se presentan por segunda vez consecutiva en la candidatura conjunta EAJ-PNV/EA. - Euskal Herritarrok no pudo concurrir tras su ilegalización en aplicación de la Ley de Partidos. Autodeterminaziorako Bilgunea sufre la misma suerte. |
| Guipúzcoa Román Sudupe (EAJ-PNV)                                   | - EAJ-PNV/EA: Joxe Joan González de Txabarri - PSE-EE: Miguel Buen Lacambra - PP: Regina Otaola Muguerza                                              | - El Partido Nacionalista Vasco y Eusko Alkartasuna se presentan por segunda vez consecutiva en la candidatura conjunta EAJ-PNV/EA. Excepcionalmente el PNV se presenta en solitario en la circunscripción de Bidasoa-Oyarzun mientras que EA no presenta candidatura alternativa. - Euskal Herritarrok no pudo concurrir tras su ilegalización en aplicación de la Ley de Partidos. Autodeterminaziorako Bilgunea sufre la misma suerte.   |
| Vizcaya Josu Bergara Etxebarria (EAJ-PNV)                          | - EAJ-PNV/EA: José Luis Bilbao Eguren - PSE-EE: José Antonio Pastor Garrido - PP: Carlos Olazabal Estecha - EB-B: José Ferrera Acuña                  | - El Partido Nacionalista Vasco y Eusko Alkartasuna se presentan por segunda vez consecutiva en la candidatura conjunta EAJ-PNV/EA. Excepcionalmente El PNV se presenta en solitario en la circunscripción de Durango-Atarrabia mientras que EA no presenta candidatura alternativa. - Euskal Herritarrok no pudo concurrir tras su ilegalización en aplicación de la Ley de Partidos. Autodeterminaziorako Bilgunea sufre la misma suerte. |

## Resultados electorales
Para optar al reparto de escaños en una circunscripción, la candidatura debe obtener al menos el 3% de los votos válidos emitidos en dicha circunscripción.

El Diputado General es elegido por los miembros de las Juntas Generales una vez constituidas éstas (entre el 1 y el 25 de junio).
| ← Elecciones a las Juntas Generales del País Vasco de 2003 →                                         | |            |         |        |         |     |
| Territorio histórico                                                                                 | Diputado general y gobierno | Partido    | Votos   | %      | Escaños | +/- |
| Álava 51 procuradores/as - Ayala: 6 - Vitoria: 39 - Zuya, Salvatierra, Añana, Campezo y Laguardia: 6 | - Diputado general: Ramón Rabanera (PP) - Gobierno: PP (en minoría) - Censo: 243.745 - Abstención: 66.062 (27,1%) - Nulos: 11.451 (6,44%) - En blanco: 2.238 (1,26%)                      | EAJ-PNV/EA | 59.068  | 36,02% | 19a     | 3   |
| Álava 51 procuradores/as - Ayala: 6 - Vitoria: 39 - Zuya, Salvatierra, Añana, Campezo y Laguardia: 6 | - Diputado general: Ramón Rabanera (PP) - Gobierno: PP (en minoría) - Censo: 243.745 - Abstención: 66.062 (27,1%) - Nulos: 11.451 (6,44%) - En blanco: 2.238 (1,26%)                      | PP         | 47.346  | 28,87% | 16      | =   |
| Álava 51 procuradores/as - Ayala: 6 - Vitoria: 39 - Zuya, Salvatierra, Añana, Campezo y Laguardia: 6 | - Diputado general: Ramón Rabanera (PP) - Gobierno: PP (en minoría) - Censo: 243.745 - Abstención: 66.062 (27,1%) - Nulos: 11.451 (6,44%) - En blanco: 2.238 (1,26%)                      | PSE-EE     | 35.733  | 21,79% | 12      | 3   |
| Álava 51 procuradores/as - Ayala: 6 - Vitoria: 39 - Zuya, Salvatierra, Añana, Campezo y Laguardia: 6 | - Diputado general: Ramón Rabanera (PP) - Gobierno: PP (en minoría) - Censo: 243.745 - Abstención: 66.062 (27,1%) - Nulos: 11.451 (6,44%) - En blanco: 2.238 (1,26%)                      | EB-B       | 11.886  | 7,25%  | 3       | 1   |
| Álava 51 procuradores/as - Ayala: 6 - Vitoria: 39 - Zuya, Salvatierra, Añana, Campezo y Laguardia: 6 | - Diputado general: Ramón Rabanera (PP) - Gobierno: PP (en minoría) - Censo: 243.745 - Abstención: 66.062 (27,1%) - Nulos: 11.451 (6,44%) - En blanco: 2.238 (1,26%)                      | UA         | 6.373   | 3,89%  | 1       | 1   |
| Álava 51 procuradores/as - Ayala: 6 - Vitoria: 39 - Zuya, Salvatierra, Añana, Campezo y Laguardia: 6 | - Diputado general: Ramón Rabanera (PP) - Gobierno: PP (en minoría) - Censo: 243.745 - Abstención: 66.062 (27,1%) - Nulos: 11.451 (6,44%) - En blanco: 2.238 (1,26%)                      | Aralar     | 3.588   | 2,73%  | 0       | =   |
| Álava 51 procuradores/as - Ayala: 6 - Vitoria: 39 - Zuya, Salvatierra, Añana, Campezo y Laguardia: 6 | - Diputado general: Ramón Rabanera (PP) - Gobierno: PP (en minoría) - Censo: 243.745 - Abstención: 66.062 (27,1%) - Nulos: 11.451 (6,44%) - En blanco: 2.238 (1,26%)                      | EH         | ---     | ---    | ---     | 6   |
| Guipúzcoa 51 junteros/as - Bidasoa-Oiartzun: 11 - Deba-Urola: 14 - Donostialdea: 17 - Oria: 9        | - Diputado general: Joxe Joan González de Txabarri (EAJ-PNV) - Gobierno: EAJ-PNV y EA - Censo: 581.639 - Abstención: 184.109 (31,65%) - Nulos: 63.938 (16,08%) - En blanco: 5.052 (1,27%) | EAJ-PNV/EA | 156.298 | 47,57% | 27b     | 8   |
| Guipúzcoa 51 junteros/as - Bidasoa-Oiartzun: 11 - Deba-Urola: 14 - Donostialdea: 17 - Oria: 9        | - Diputado general: Joxe Joan González de Txabarri (EAJ-PNV) - Gobierno: EAJ-PNV y EA - Censo: 581.639 - Abstención: 184.109 (31,65%) - Nulos: 63.938 (16,08%) - En blanco: 5.052 (1,27%) | PSE-EE     | 78.741  | 23,97% | 12      | 2   |
| Guipúzcoa 51 junteros/as - Bidasoa-Oiartzun: 11 - Deba-Urola: 14 - Donostialdea: 17 - Oria: 9        | - Diputado general: Joxe Joan González de Txabarri (EAJ-PNV) - Gobierno: EAJ-PNV y EA - Censo: 581.639 - Abstención: 184.109 (31,65%) - Nulos: 63.938 (16,08%) - En blanco: 5.052 (1,27%) | PP         | 50.420  | 15,35% | 8       | =   |
| Guipúzcoa 51 junteros/as - Bidasoa-Oiartzun: 11 - Deba-Urola: 14 - Donostialdea: 17 - Oria: 9        | - Diputado general: Joxe Joan González de Txabarri (EAJ-PNV) - Gobierno: EAJ-PNV y EA - Censo: 581.639 - Abstención: 184.109 (31,65%) - Nulos: 63.938 (16,08%) - En blanco: 5.052 (1,27%) | EB-B       | 23.287  | 7,09%  | 3       | 3   |
| Guipúzcoa 51 junteros/as - Bidasoa-Oiartzun: 11 - Deba-Urola: 14 - Donostialdea: 17 - Oria: 9        | - Diputado general: Joxe Joan González de Txabarri (EAJ-PNV) - Gobierno: EAJ-PNV y EA - Censo: 581.639 - Abstención: 184.109 (31,65%) - Nulos: 63.938 (16,08%) - En blanco: 5.052 (1,27%) | Aralar     | 18.620  | 5,67%  | 1       | 1   |
| Guipúzcoa 51 junteros/as - Bidasoa-Oiartzun: 11 - Deba-Urola: 14 - Donostialdea: 17 - Oria: 9        | - Diputado general: Joxe Joan González de Txabarri (EAJ-PNV) - Gobierno: EAJ-PNV y EA - Censo: 581.639 - Abstención: 184.109 (31,65%) - Nulos: 63.938 (16,08%) - En blanco: 5.052 (1,27%) | Otros      | 1.176   | 0,36%  | ---     | --- |
| Guipúzcoa 51 junteros/as - Bidasoa-Oiartzun: 11 - Deba-Urola: 14 - Donostialdea: 17 - Oria: 9        | - Diputado general: Joxe Joan González de Txabarri (EAJ-PNV) - Gobierno: EAJ-PNV y EA - Censo: 581.639 - Abstención: 184.109 (31,65%) - Nulos: 63.938 (16,08%) - En blanco: 5.052 (1,27%) | EH         | ---     | ---    | ---     | 14  |
| Vizcaya 51 apoderados/as - Bilbao: 16 - Busturia-Uribe: 12 - Durango-Arratia: 9 - Encartaciones: 14  | - Diputado general: José Luis Bilbao Eguren (EAJ-PNV) - Gobierno: EAJ-PNV y EA - Censo: 975.907 - Abstención: 299.990 (30,74%) - Nulos: 56.204 (8,32%) - En blanco: 9.261 (1,37%)         | EAJ-PNV/EA | 297.279 | 47,82% | 27c     | 6   |
| Vizcaya 51 apoderados/as - Bilbao: 16 - Busturia-Uribe: 12 - Durango-Arratia: 9 - Encartaciones: 14  | - Diputado general: José Luis Bilbao Eguren (EAJ-PNV) - Gobierno: EAJ-PNV y EA - Censo: 975.907 - Abstención: 299.990 (30,74%) - Nulos: 56.204 (8,32%) - En blanco: 9.261 (1,37%)         | PSE-EE     | 129.381 | 20,81% | 11      | 1   |
| Vizcaya 51 apoderados/as - Bilbao: 16 - Busturia-Uribe: 12 - Durango-Arratia: 9 - Encartaciones: 14  | - Diputado general: José Luis Bilbao Eguren (EAJ-PNV) - Gobierno: EAJ-PNV y EA - Censo: 975.907 - Abstención: 299.990 (30,74%) - Nulos: 56.204 (8,32%) - En blanco: 9.261 (1,37%)         | PP         | 123.814 | 19,92% | 10      | =   |
| Vizcaya 51 apoderados/as - Bilbao: 16 - Busturia-Uribe: 12 - Durango-Arratia: 9 - Encartaciones: 14  | - Diputado general: José Luis Bilbao Eguren (EAJ-PNV) - Gobierno: EAJ-PNV y EA - Censo: 975.907 - Abstención: 299.990 (30,74%) - Nulos: 56.204 (8,32%) - En blanco: 9.261 (1,37%)         | EB-B       | 56.093  | 9,02%  | 3       | 2   |
| Vizcaya 51 apoderados/as - Bilbao: 16 - Busturia-Uribe: 12 - Durango-Arratia: 9 - Encartaciones: 14  | - Diputado general: José Luis Bilbao Eguren (EAJ-PNV) - Gobierno: EAJ-PNV y EA - Censo: 975.907 - Abstención: 299.990 (30,74%) - Nulos: 56.204 (8,32%) - En blanco: 9.261 (1,37%)         | Aralar     | 13.883  | 2,23%  | 0       | =   |
| Vizcaya 51 apoderados/as - Bilbao: 16 - Busturia-Uribe: 12 - Durango-Arratia: 9 - Encartaciones: 14  | - Diputado general: José Luis Bilbao Eguren (EAJ-PNV) - Gobierno: EAJ-PNV y EA - Censo: 975.907 - Abstención: 299.990 (30,74%) - Nulos: 56.204 (8,32%) - En blanco: 9.261 (1,37%)         | Otros      | 1.243   | 0.20%  | ---     | --- |
| Vizcaya 51 apoderados/as - Bilbao: 16 - Busturia-Uribe: 12 - Durango-Arratia: 9 - Encartaciones: 14  | - Diputado general: José Luis Bilbao Eguren (EAJ-PNV) - Gobierno: EAJ-PNV y EA - Censo: 975.907 - Abstención: 299.990 (30,74%) - Nulos: 56.204 (8,32%) - En blanco: 9.261 (1,37%)         | EH         | ---     | ---    | ---     | 9   |

a De los cuales, 14 para el PNV y 5 para EA.

b De los cuales, 17 para el PNV y 10 para EA.

c De los cuales, 22 para el PNV y 5 para EA.

## Resultados electorales por circunscripciones

### Álava
| ← Elecciones a las Juntas Generales de Álava de 2003 →       | |            |        |        |              |     |
| Cuadrilla                                                    | Censo | Partido    | Votos  | %      | Procuradores | +/- |
| Ayala 6 procuradores                                         | - Censo: 28.451 - Votantes: 21.258 (74,72 %) - Abstención: 7.193 (25,28 %) - Nulos: 2.507 (11,79 %) - Válidos: 18.751 - Blancos: 219 (1,03 %) - A candidaturas: 18.532   | EAJ-PNV/EA | 10.550 | 56,93% | 4a           | 1   |
| Ayala 6 procuradores                                         | - Censo: 28.451 - Votantes: 21.258 (74,72 %) - Abstención: 7.193 (25,28 %) - Nulos: 2.507 (11,79 %) - Válidos: 18.751 - Blancos: 219 (1,03 %) - A candidaturas: 18.532   | PP         | 3.444  | 18,58% | 1            | =   |
| Ayala 6 procuradores                                         | - Censo: 28.451 - Votantes: 21.258 (74,72 %) - Abstención: 7.193 (25,28 %) - Nulos: 2.507 (11,79 %) - Válidos: 18.751 - Blancos: 219 (1,03 %) - A candidaturas: 18.532   | PSE-EE     | 2.725  | 14,7%  | 1            | =   |
| Ayala 6 procuradores                                         | - Censo: 28.451 - Votantes: 21.258 (74,72 %) - Abstención: 7.193 (25,28 %) - Nulos: 2.507 (11,79 %) - Válidos: 18.751 - Blancos: 219 (1,03 %) - A candidaturas: 18.532   | EB-B       | 951    | 5,13%  | 0            | =   |
| Ayala 6 procuradores                                         | - Censo: 28.451 - Votantes: 21.258 (74,72 %) - Abstención: 7.193 (25,28 %) - Nulos: 2.507 (11,79 %) - Válidos: 18.751 - Blancos: 219 (1,03 %) - A candidaturas: 18.532   | Aralar     | 548    | 2,96%  | 0            | =   |
| Ayala 6 procuradores                                         | - Censo: 28.451 - Votantes: 21.258 (74,72 %) - Abstención: 7.193 (25,28 %) - Nulos: 2.507 (11,79 %) - Válidos: 18.751 - Blancos: 219 (1,03 %) - A candidaturas: 18.532   | UA         | 314    | 1,69%  | 0            | =   |
| Ayala 6 procuradores                                         | - Censo: 28.451 - Votantes: 21.258 (74,72 %) - Abstención: 7.193 (25,28 %) - Nulos: 2.507 (11,79 %) - Válidos: 18.751 - Blancos: 219 (1,03 %) - A candidaturas: 18.532   | EH         | ---    | ---    | ---          | 1   |
| Vitoria-Gasteiz 39 procuradores                              | - Censo: 185.543 - Votantes: 131.428 (70,83 %) - Abstención: 54.115 (29,17 %) - Nulos: 6.570 (5 %) - Válidos: 124.858 - Blancos: 1.702 (1,3 %) - A candidaturas: 123.156 | PP         | 37.919 | 30,79% | 13           | =   |
| Vitoria-Gasteiz 39 procuradores                              | - Censo: 185.543 - Votantes: 131.428 (70,83 %) - Abstención: 54.115 (29,17 %) - Nulos: 6.570 (5 %) - Válidos: 124.858 - Blancos: 1.702 (1,3 %) - A candidaturas: 123.156 | EAJ-PNV/EA | 37.090 | 30,12% | 12b          | 2   |
| Vitoria-Gasteiz 39 procuradores                              | - Censo: 185.543 - Votantes: 131.428 (70,83 %) - Abstención: 54.115 (29,17 %) - Nulos: 6.570 (5 %) - Válidos: 124.858 - Blancos: 1.702 (1,3 %) - A candidaturas: 123.156 | PSE-EE     | 29.934 | 24,31% | 10           | 2   |
| Vitoria-Gasteiz 39 procuradores                              | - Censo: 185.543 - Votantes: 131.428 (70,83 %) - Abstención: 54.115 (29,17 %) - Nulos: 6.570 (5 %) - Válidos: 124.858 - Blancos: 1.702 (1,3 %) - A candidaturas: 123.156 | EB-B       | 10.003 | 8,12%  | 3            | 1   |
| Vitoria-Gasteiz 39 procuradores                              | - Censo: 185.543 - Votantes: 131.428 (70,83 %) - Abstención: 54.115 (29,17 %) - Nulos: 6.570 (5 %) - Válidos: 124.858 - Blancos: 1.702 (1,3 %) - A candidaturas: 123.156 | UA         | 5.791  | 4,7%   | 1            | 1   |
| Vitoria-Gasteiz 39 procuradores                              | - Censo: 185.543 - Votantes: 131.428 (70,83 %) - Abstención: 54.115 (29,17 %) - Nulos: 6.570 (5 %) - Válidos: 124.858 - Blancos: 1.702 (1,3 %) - A candidaturas: 123.156 | Aralar     | 2.419  | 1,96%  | 0            | =   |
| Vitoria-Gasteiz 39 procuradores                              | - Censo: 185.543 - Votantes: 131.428 (70,83 %) - Abstención: 54.115 (29,17 %) - Nulos: 6.570 (5 %) - Válidos: 124.858 - Blancos: 1.702 (1,3 %) - A candidaturas: 123.156 | EH         | ---    | ---    | ---          | 4   |
| Zuya, Salvatierra, Añana, Campezo y Laguardia 6 procuradores | - Censo: 32.706 - Votantes: 24.997 (76,43 %) - Abstención: 7.709 (23,57 %) - Nulos: 2.374 (9,5 %) - Válidos: 22.623 - Blancos: 317 (1,27 %) - A candidaturas: 22.306     | EAJ-PNV/EA | 11.428 | 51,23% | 3c           | =   |
| Zuya, Salvatierra, Añana, Campezo y Laguardia 6 procuradores | - Censo: 32.706 - Votantes: 24.997 (76,43 %) - Abstención: 7.709 (23,57 %) - Nulos: 2.374 (9,5 %) - Válidos: 22.623 - Blancos: 317 (1,27 %) - A candidaturas: 22.306     | PP         | 5.983  | 26,82% | 2            | =   |
| Zuya, Salvatierra, Añana, Campezo y Laguardia 6 procuradores | - Censo: 32.706 - Votantes: 24.997 (76,43 %) - Abstención: 7.709 (23,57 %) - Nulos: 2.374 (9,5 %) - Válidos: 22.623 - Blancos: 317 (1,27 %) - A candidaturas: 22.306     | PSE-EE     | 3.074  | 13,78% | 1            | 1   |
| Zuya, Salvatierra, Añana, Campezo y Laguardia 6 procuradores | - Censo: 32.706 - Votantes: 24.997 (76,43 %) - Abstención: 7.709 (23,57 %) - Nulos: 2.374 (9,5 %) - Válidos: 22.623 - Blancos: 317 (1,27 %) - A candidaturas: 22.306     | EB-B       | 932    | 4,18%  | 0            | =   |
| Zuya, Salvatierra, Añana, Campezo y Laguardia 6 procuradores | - Censo: 32.706 - Votantes: 24.997 (76,43 %) - Abstención: 7.709 (23,57 %) - Nulos: 2.374 (9,5 %) - Válidos: 22.623 - Blancos: 317 (1,27 %) - A candidaturas: 22.306     | Aralar     | 621    | 2,78%  | 0            | =   |
| Zuya, Salvatierra, Añana, Campezo y Laguardia 6 procuradores | - Censo: 32.706 - Votantes: 24.997 (76,43 %) - Abstención: 7.709 (23,57 %) - Nulos: 2.374 (9,5 %) - Válidos: 22.623 - Blancos: 317 (1,27 %) - A candidaturas: 22.306     | UA         | 268    | 1,2%   | 0            | =   |
| Zuya, Salvatierra, Añana, Campezo y Laguardia 6 procuradores | - Censo: 32.706 - Votantes: 24.997 (76,43 %) - Abstención: 7.709 (23,57 %) - Nulos: 2.374 (9,5 %) - Válidos: 22.623 - Blancos: 317 (1,27 %) - A candidaturas: 22.306     | EH         | ---    | ---    | ---          | 1   |

a De los cuales, 2 para el PNV y 2 para EA.

b De los cuales, 10 para el PNV y 2 para EA.

c De los cuales, 2 para el PNV y 1 para EA.

### Guipúzcoa
| ← Elecciones a las Juntas Generales de Guipúzcoa de 2003 → | |             |        |        |          |     |
| Comarcas                                                   | Censo | Partido     | Votos  | %      | Junteros | +/- |
| Bidasoa-Oiartzun 11 junteros                               | - Censo: 121.958 - Votantes: 78.722 (64,55 %) - Abstención: 43.236 (35,45 %) - Nulos: 11.296 (14,35 %) - Válidos: 67.426 - Blancos:1.156 (1,47 %) - A candidaturas: 66.270   | EAJ-PNV     | 26.227 | 39,58% | 5a       | 2   |
| Bidasoa-Oiartzun 11 junteros                               | - Censo: 121.958 - Votantes: 78.722 (64,55 %) - Abstención: 43.236 (35,45 %) - Nulos: 11.296 (14,35 %) - Válidos: 67.426 - Blancos:1.156 (1,47 %) - A candidaturas: 66.270   | PSE-EE      | 20.581 | 31,06% | 3        | =   |
| Bidasoa-Oiartzun 11 junteros                               | - Censo: 121.958 - Votantes: 78.722 (64,55 %) - Abstención: 43.236 (35,45 %) - Nulos: 11.296 (14,35 %) - Válidos: 67.426 - Blancos:1.156 (1,47 %) - A candidaturas: 66.270   | PP          | 10.965 | 16,55% | 2        | =   |
| Bidasoa-Oiartzun 11 junteros                               | - Censo: 121.958 - Votantes: 78.722 (64,55 %) - Abstención: 43.236 (35,45 %) - Nulos: 11.296 (14,35 %) - Válidos: 67.426 - Blancos:1.156 (1,47 %) - A candidaturas: 66.270   | EB-B        | 5.407  | 8,16%  | 1        | 1   |
| Bidasoa-Oiartzun 11 junteros                               | - Censo: 121.958 - Votantes: 78.722 (64,55 %) - Abstención: 43.236 (35,45 %) - Nulos: 11.296 (14,35 %) - Válidos: 67.426 - Blancos:1.156 (1,47 %) - A candidaturas: 66.270   | Aralar      | 2.755  | 4,16%  | 0        | =   |
| Bidasoa-Oiartzun 11 junteros                               | - Censo: 121.958 - Votantes: 78.722 (64,55 %) - Abstención: 43.236 (35,45 %) - Nulos: 11.296 (14,35 %) - Válidos: 67.426 - Blancos:1.156 (1,47 %) - A candidaturas: 66.270   | Plazandreok | 335    | 0,51%  | 0        | =   |
| Bidasoa-Oiartzun 11 junteros                               | - Censo: 121.958 - Votantes: 78.722 (64,55 %) - Abstención: 43.236 (35,45 %) - Nulos: 11.296 (14,35 %) - Válidos: 67.426 - Blancos:1.156 (1,47 %) - A candidaturas: 66.270   | EH          | ---    | ---    | ---      | 3   |
| Deba-Urola 14 junteros                                     | - Censo: 156.249 - Votantes: 112.883 (72,25 %) - Abstención: 43.366 (27,75 %) - Nulos: 19.848 (17,58 %) - Válidos: 93.035 - Blancos: 1.048 (0,93 %) - A candidaturas: 91.989 | EAJ-PNV/EA  | 54.788 | 59,56% | 9b       | 2   |
| Deba-Urola 14 junteros                                     | - Censo: 156.249 - Votantes: 112.883 (72,25 %) - Abstención: 43.366 (27,75 %) - Nulos: 19.848 (17,58 %) - Válidos: 93.035 - Blancos: 1.048 (0,93 %) - A candidaturas: 91.989 | PSE-EE      | 15.409 | 16,75% | 2        | =   |
| Deba-Urola 14 junteros                                     | - Censo: 156.249 - Votantes: 112.883 (72,25 %) - Abstención: 43.366 (27,75 %) - Nulos: 19.848 (17,58 %) - Válidos: 93.035 - Blancos: 1.048 (0,93 %) - A candidaturas: 91.989 | PP          | 9.071  | 9,86%  | 1        | =   |
| Deba-Urola 14 junteros                                     | - Censo: 156.249 - Votantes: 112.883 (72,25 %) - Abstención: 43.366 (27,75 %) - Nulos: 19.848 (17,58 %) - Válidos: 93.035 - Blancos: 1.048 (0,93 %) - A candidaturas: 91.989 | Aralar      | 6.852  | 7,45%  | 1        | 1   |
| Deba-Urola 14 junteros                                     | - Censo: 156.249 - Votantes: 112.883 (72,25 %) - Abstención: 43.366 (27,75 %) - Nulos: 19.848 (17,58 %) - Válidos: 93.035 - Blancos: 1.048 (0,93 %) - A candidaturas: 91.989 | EB-B        | 5.869  | 6,38%  | 1        | 1   |
| Deba-Urola 14 junteros                                     | - Censo: 156.249 - Votantes: 112.883 (72,25 %) - Abstención: 43.366 (27,75 %) - Nulos: 19.848 (17,58 %) - Válidos: 93.035 - Blancos: 1.048 (0,93 %) - A candidaturas: 91.989 | EH          | ---    | ---    | ---      | 4   |
| Donostialdea 17 junteros                                   | - Censo: 199.647 - Votantes: 132.660 (66,45 %) - Abstención: 66.987 (33,55 %) - Nulos: 17.375 (13,1 %) - Válidos: 115.285 - Blancos: 2014 (1,52 %) - A candidaturas: 113.271 | EAJ-PNV/EA  | 42.522 | 37,54% | 7c       | 2   |
| Donostialdea 17 junteros                                   | - Censo: 199.647 - Votantes: 132.660 (66,45 %) - Abstención: 66.987 (33,55 %) - Nulos: 17.375 (13,1 %) - Válidos: 115.285 - Blancos: 2014 (1,52 %) - A candidaturas: 113.271 | PSE-EE      | 32.320 | 28,53% | 5        | 1   |
| Donostialdea 17 junteros                                   | - Censo: 199.647 - Votantes: 132.660 (66,45 %) - Abstención: 66.987 (33,55 %) - Nulos: 17.375 (13,1 %) - Válidos: 115.285 - Blancos: 2014 (1,52 %) - A candidaturas: 113.271 | PP          | 24.332 | 21,48% | 4        | =   |
| Donostialdea 17 junteros                                   | - Censo: 199.647 - Votantes: 132.660 (66,45 %) - Abstención: 66.987 (33,55 %) - Nulos: 17.375 (13,1 %) - Válidos: 115.285 - Blancos: 2014 (1,52 %) - A candidaturas: 113.271 | EB-B        | 8.301  | 7,33%  | 1        | 1   |
| Donostialdea 17 junteros                                   | - Censo: 199.647 - Votantes: 132.660 (66,45 %) - Abstención: 66.987 (33,55 %) - Nulos: 17.375 (13,1 %) - Válidos: 115.285 - Blancos: 2014 (1,52 %) - A candidaturas: 113.271 | Aralar      | 5.158  | 4,55%  | 0        | =   |
| Donostialdea 17 junteros                                   | - Censo: 199.647 - Votantes: 132.660 (66,45 %) - Abstención: 66.987 (33,55 %) - Nulos: 17.375 (13,1 %) - Válidos: 115.285 - Blancos: 2014 (1,52 %) - A candidaturas: 113.271 | Plazandreok | 638    | 0,56%  | 0        | =   |
| Donostialdea 17 junteros                                   | - Censo: 199.647 - Votantes: 132.660 (66,45 %) - Abstención: 66.987 (33,55 %) - Nulos: 17.375 (13,1 %) - Válidos: 115.285 - Blancos: 2014 (1,52 %) - A candidaturas: 113.271 | EH          | ---    | ---    | ---      | 4   |
| Oria 9 junteros                                            | - Censo: 103.785 - Votantes: 73.265 (70,59 %) - Abstención: 30.520 (29,41 %) - Nulos: 15.419 (21,05 %) - Válidos: 57.846 - Blancos: 834 (1,14 %) - A candidaturas: 57.012    | EAJ-PNV/EA  | 32.761 | 57,46% | 6d       | 2   |
| Oria 9 junteros                                            | - Censo: 103.785 - Votantes: 73.265 (70,59 %) - Abstención: 30.520 (29,41 %) - Nulos: 15.419 (21,05 %) - Válidos: 57.846 - Blancos: 834 (1,14 %) - A candidaturas: 57.012    | PSE-EE      | 10.431 | 18,3%  | 2        | 1   |
| Oria 9 junteros                                            | - Censo: 103.785 - Votantes: 73.265 (70,59 %) - Abstención: 30.520 (29,41 %) - Nulos: 15.419 (21,05 %) - Válidos: 57.846 - Blancos: 834 (1,14 %) - A candidaturas: 57.012    | PP          | 6.052  | 10,62% | 1        | =   |
| Oria 9 junteros                                            | - Censo: 103.785 - Votantes: 73.265 (70,59 %) - Abstención: 30.520 (29,41 %) - Nulos: 15.419 (21,05 %) - Válidos: 57.846 - Blancos: 834 (1,14 %) - A candidaturas: 57.012    | Aralar      | 3.855  | 6,76%  | 0        | =   |
| Oria 9 junteros                                            | - Censo: 103.785 - Votantes: 73.265 (70,59 %) - Abstención: 30.520 (29,41 %) - Nulos: 15.419 (21,05 %) - Válidos: 57.846 - Blancos: 834 (1,14 %) - A candidaturas: 57.012    | EB-B        | 3.710  | 6,51%  | 0        | =   |
| Oria 9 junteros                                            | - Censo: 103.785 - Votantes: 73.265 (70,59 %) - Abstención: 30.520 (29,41 %) - Nulos: 15.419 (21,05 %) - Válidos: 57.846 - Blancos: 834 (1,14 %) - A candidaturas: 57.012    | EKA         | 203    | 0,36%  | 0        | =   |
| Oria 9 junteros                                            | - Censo: 103.785 - Votantes: 73.265 (70,59 %) - Abstención: 30.520 (29,41 %) - Nulos: 15.419 (21,05 %) - Válidos: 57.846 - Blancos: 834 (1,14 %) - A candidaturas: 57.012    | EH          | ---    | ---    | ---      | 3   |

a De los cuales, 3 para el PNV y 2 para EA. (Los dos candidatos de EA estaban integrados en la lista solitaria del PNV)

b De los cuales, 6 para el PNV y 3 para EA.

c De los cuales, 4 para el PNV y 3 para EA.

d De los cuales, 4 para el PNV y 2 para EA.

### Vizcaya
| ← Elecciones a las Juntas Generales de Vizcaya de 2003 → | |            |        |        |            |     |
| Comarcas                                                 | Censo | Partido    | Votos  | %      | Apoderados | +/- |
| Bilbao 16 apoderados                                     | - Censo: 306.815 - Votantes: 209.520 (68,29 %) - Abstención: 97.295 (31,71 %) - Nulos: 11.454 (5,47 %) - Válidos: 198.066 - Blancos: 2.456 (1,17 %) - A candidaturas: 195.610  | EAJ-PNV/EA | 81.918 | 41,88% | 7a         | 1   |
| Bilbao 16 apoderados                                     | - Censo: 306.815 - Votantes: 209.520 (68,29 %) - Abstención: 97.295 (31,71 %) - Nulos: 11.454 (5,47 %) - Válidos: 198.066 - Blancos: 2.456 (1,17 %) - A candidaturas: 195.610  | PP         | 51.768 | 26,46% | 5          | =   |
| Bilbao 16 apoderados                                     | - Censo: 306.815 - Votantes: 209.520 (68,29 %) - Abstención: 97.295 (31,71 %) - Nulos: 11.454 (5,47 %) - Válidos: 198.066 - Blancos: 2.456 (1,17 %) - A candidaturas: 195.610  | PSE-EE     | 38.554 | 19,71% | 3          | =   |
| Bilbao 16 apoderados                                     | - Censo: 306.815 - Votantes: 209.520 (68,29 %) - Abstención: 97.295 (31,71 %) - Nulos: 11.454 (5,47 %) - Válidos: 198.066 - Blancos: 2.456 (1,17 %) - A candidaturas: 195.610  | EB-B       | 19.195 | 9,81%  | 1          | 1   |
| Bilbao 16 apoderados                                     | - Censo: 306.815 - Votantes: 209.520 (68,29 %) - Abstención: 97.295 (31,71 %) - Nulos: 11.454 (5,47 %) - Válidos: 198.066 - Blancos: 2.456 (1,17 %) - A candidaturas: 195.610  | Aralar     | 3.161  | 1,62%  | 0          | =   |
| Bilbao 16 apoderados                                     | - Censo: 306.815 - Votantes: 209.520 (68,29 %) - Abstención: 97.295 (31,71 %) - Nulos: 11.454 (5,47 %) - Válidos: 198.066 - Blancos: 2.456 (1,17 %) - A candidaturas: 195.610  | EH         | ---    | ---    | ---        | 2   |
| Busturia-Uribe 12 apoderados                             | - Censo: 232.018 - Votantes: 172.789 (74,47 %) - Abstención: 59.229 (25,53 %) - Nulos: 19.218 (11,12 %) - Válidos: 153.571 - Blancos: 1.922 (1,11 %) - A candidaturas: 151.658 | EAJ-PNV/EA | 92.445 | 60,96% | 9b         | 3   |
| Busturia-Uribe 12 apoderados                             | - Censo: 232.018 - Votantes: 172.789 (74,47 %) - Abstención: 59.229 (25,53 %) - Nulos: 19.218 (11,12 %) - Válidos: 153.571 - Blancos: 1.922 (1,11 %) - A candidaturas: 151.658 | PP         | 26.368 | 17,39% | 2          | =   |
| Busturia-Uribe 12 apoderados                             | - Censo: 232.018 - Votantes: 172.789 (74,47 %) - Abstención: 59.229 (25,53 %) - Nulos: 19.218 (11,12 %) - Válidos: 153.571 - Blancos: 1.922 (1,11 %) - A candidaturas: 151.658 | PSE-EE     | 18.801 | 12,4%  | 1          | =   |
| Busturia-Uribe 12 apoderados                             | - Censo: 232.018 - Votantes: 172.789 (74,47 %) - Abstención: 59.229 (25,53 %) - Nulos: 19.218 (11,12 %) - Válidos: 153.571 - Blancos: 1.922 (1,11 %) - A candidaturas: 151.658 | EB-B       | 9.866  | 6,51%  | 0          | =   |
| Busturia-Uribe 12 apoderados                             | - Censo: 232.018 - Votantes: 172.789 (74,47 %) - Abstención: 59.229 (25,53 %) - Nulos: 19.218 (11,12 %) - Válidos: 153.571 - Blancos: 1.922 (1,11 %) - A candidaturas: 151.658 | Aralar     | 4.178  | 2,75%  | 0          | =   |
| Busturia-Uribe 12 apoderados                             | - Censo: 232.018 - Votantes: 172.789 (74,47 %) - Abstención: 59.229 (25,53 %) - Nulos: 19.218 (11,12 %) - Válidos: 153.571 - Blancos: 1.922 (1,11 %) - A candidaturas: 151.658 | EH         | ---    | ---    | ---        | 3   |
| Durango-Arratia 9 apoderados                             | - Censo: 177.795 - Votantes: 127.713 (71,83 %) - Abstención: 50.082 (28,17 %) - Nulos: 14.300 (11,2 %) - Válidos: 113.413 - Blancos: 1.462 (1,14 %) - A candidaturas: 111.951  | EAJ-PNV    | 57.445 | 51,31% | 5c         | 1   |
| Durango-Arratia 9 apoderados                             | - Censo: 177.795 - Votantes: 127.713 (71,83 %) - Abstención: 50.082 (28,17 %) - Nulos: 14.300 (11,2 %) - Válidos: 113.413 - Blancos: 1.462 (1,14 %) - A candidaturas: 111.951  | PSE-EE     | 22.784 | 20,35% | 2          | =   |
| Durango-Arratia 9 apoderados                             | - Censo: 177.795 - Votantes: 127.713 (71,83 %) - Abstención: 50.082 (28,17 %) - Nulos: 14.300 (11,2 %) - Válidos: 113.413 - Blancos: 1.462 (1,14 %) - A candidaturas: 111.951  | PP         | 17.845 | 15,94% | 1          | =   |
| Durango-Arratia 9 apoderados                             | - Censo: 177.795 - Votantes: 127.713 (71,83 %) - Abstención: 50.082 (28,17 %) - Nulos: 14.300 (11,2 %) - Válidos: 113.413 - Blancos: 1.462 (1,14 %) - A candidaturas: 111.951  | EB-B       | 9.654  | 8,62%  | 1          | 1   |
| Durango-Arratia 9 apoderados                             | - Censo: 177.795 - Votantes: 127.713 (71,83 %) - Abstención: 50.082 (28,17 %) - Nulos: 14.300 (11,2 %) - Válidos: 113.413 - Blancos: 1.462 (1,14 %) - A candidaturas: 111.951  | Aralar     | 3.994  | 3,57%  | 0          | =   |
| Durango-Arratia 9 apoderados                             | - Censo: 177.795 - Votantes: 127.713 (71,83 %) - Abstención: 50.082 (28,17 %) - Nulos: 14.300 (11,2 %) - Válidos: 113.413 - Blancos: 1.462 (1,14 %) - A candidaturas: 111.951  | EH         | ---    | ---    | ---        | 2   |
| Encartaciones 14 apoderados                              | - Censo: 259.279 - Votantes: 165.895 (63,98 %) - Abstención: 93.384 (36,02 %) - Nulos: 11.232 (6,77 %) - Válidos: 154.663 - Blancos: 3.421 (2,06 %) - A candidaturas: 162.474  | EAJ-PNV/EA | 65.471 | 40,3%  | 6d         | 1   |
| Encartaciones 14 apoderados                              | - Censo: 259.279 - Votantes: 165.895 (63,98 %) - Abstención: 93.384 (36,02 %) - Nulos: 11.232 (6,77 %) - Válidos: 154.663 - Blancos: 3.421 (2,06 %) - A candidaturas: 162.474  | PSE-EE     | 49.242 | 30,31% | 5          | 1   |
| Encartaciones 14 apoderados                              | - Censo: 259.279 - Votantes: 165.895 (63,98 %) - Abstención: 93.384 (36,02 %) - Nulos: 11.232 (6,77 %) - Válidos: 154.663 - Blancos: 3.421 (2,06 %) - A candidaturas: 162.474  | PP         | 27.833 | 17,13% | 2          | =   |
| Encartaciones 14 apoderados                              | - Censo: 259.279 - Votantes: 165.895 (63,98 %) - Abstención: 93.384 (36,02 %) - Nulos: 11.232 (6,77 %) - Válidos: 154.663 - Blancos: 3.421 (2,06 %) - A candidaturas: 162.474  | EB-B       | 17.378 | 10,7%  | 1          | =   |
| Encartaciones 14 apoderados                              | - Censo: 259.279 - Votantes: 165.895 (63,98 %) - Abstención: 93.384 (36,02 %) - Nulos: 11.232 (6,77 %) - Válidos: 154.663 - Blancos: 3.421 (2,06 %) - A candidaturas: 162.474  | Aralar     | 2.550  | 1,57%  | 0          | =   |
| Encartaciones 14 apoderados                              | - Censo: 259.279 - Votantes: 165.895 (63,98 %) - Abstención: 93.384 (36,02 %) - Nulos: 11.232 (6,77 %) - Válidos: 154.663 - Blancos: 3.421 (2,06 %) - A candidaturas: 162.474  | EH         | ----   | ---    | ---        | 2   |

a De los cuales, 6 para el PNV y 1 para EA.

b De los cuales, 7 para el PNV y 2 para EA.

c De los cuales, 4 para el PNV y 1 para EA. (El candidato de EA estaba integrado en la lista solitaria del PNV)

d De los cuales, 5 para el PNV y 1 para EA.